# Новак Ігор Володимирович
І́гор Володи́мирович Но́вак (16 травня 1983, с. Оріховець Підволочиського району Тернопільської області — 6 лютого 2015, поблизу Дебальцевого Донецької області) — український військовик, механік-водій 2 взводу 2 роти 1 батальйону 30-ї окремої механізованої бригади (Новоград-Волинський), учасник російсько-української війни.

## Життєпис
Батько загинув, мати поїхала на заробітки в Іспанію, туди ж їздив й Ігор. Він — старший із трьох братів у сім'ї (молодші — Володимир і Анатолій), здобув технічну освіту. Одруженим не був. Проживав у селі зі старенькою бабусею.
У серпні мобілізований до війська, вишкіл проходив на Яворівському полігоні.
Загинув у районі Дебальцевого 6 лютого 2015 від кулі снайпера, військові потрапили в засідку в селищі Рідкодуб. У березні тіло воїна упізнали в Дніпропетровському морзі. Поховали Ігоря Новака 21 березня в рідному селі біля могили Січових стрільців.

## Відзнаки
За особисту мужність і героїзм, виявлені у захисті державного суверенітету та територіальної цілісності України, посмертно нагороджений орденом «За мужність» ІІІ ступеня. Нагороду матері на свято Спаса вручив голова Тернопільської ОДА Степан Барна.